# 傲慢与偏见 (1940年电影)
《傲慢与偏见》（英語：Pride and Prejudice）是一部1940年基于简·奥斯汀同名小说改编的美国电影，由罗伯特·Z·伦纳德导演，著名作家奥尔德斯·赫胥黎参与编剧，劳伦斯·奥利弗和葛麗·嘉遜主演。本片除了基于小说外，更多地参考了海伦·杰洛米（Helen Jerome）的舞台改编版。片中复杂华丽的服饰所属的历史年代晚于奥斯汀小说所处年代，部分故事情节也和原著有很大不同。该电影获得1941年奥斯卡最佳艺术指导奖（黑白片）提名。